# Markaz Ḩawsh ‘Īsá
Markaz Ḩawsh ‘Īsá (arabiska: مركز حوش عيسى) är en region i Egypten.   Den ligger i guvernementet Beheira, i den norra delen av landet, 130 km nordväst om huvudstaden Kairo.